# هربرت بلومر
الفيكونت الأول المشير هربرت تشارلز أونسلو بلومر (13 آذار 1857 - 16 تموز 1932 م) كان ضابطًا كبيرًا في الجيش البريطاني قاتل في الحرب العالمية الأولى، ولعل أبرز ما اشتهر به هو قيادته للجيش الثاني من قوة المشاة البريطانية على الجبهة الغربية من عام 1915 إلى عام 1918 م.

## الحياة المبكرة والتعليم
كان هربرت بلومر ابنًا لهول بلومر من مالباس لودج، توركواي، ديفون (حفيد السير توماس بلومر)، ولويزا أليس، ابنة هنري تورنلي، من كينسينغتون. تلقى تعليمه في كلية إيتون والكلية العسكرية الملكية ساند هيرست.

## المسيرة العسكرية

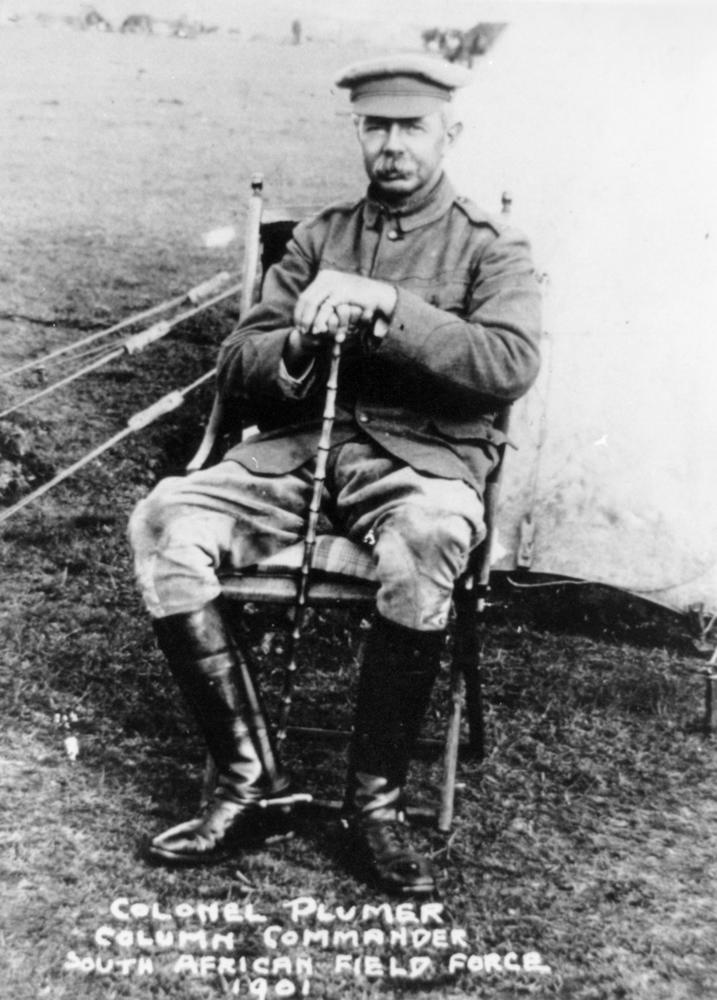
العقيد بلومر، قوة الميدان في جنوب أفريقيا، 1901.

كُلف بلومر برتبة ملازم في الفوج 65 من المشاة في 11 أيلول 1876. انضم إلى فوجه في الهند وأصبح مساعدًا لكتيبته في 29 نيسان 1879.
رُقي إلى رتبة نقيب في 29 أيار 1882 م، ورافق كتيبته إلى السودان في عام 1884 كجزء من رحلة النيل. كان بلومر حاضرًا في معركة التيب في شباط 1884 ومعركة تاماي في مارس، ومذكور في الوثائق الرسمية العسكرية. أمضى الفترة من عام 1886 إلى عام 1887 في حضور كلية الأركان في كامبرلي بإنجلترا، قبل تعيينه نائبًا للمساعد العام في جيرسي في 7 أيار 1890.

## المسيرة المتأخرة

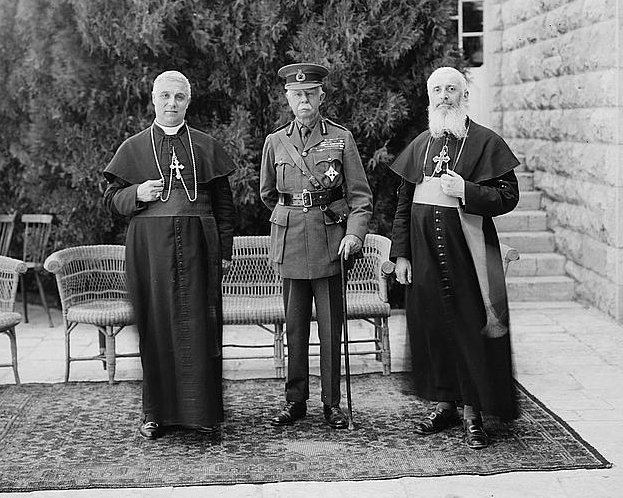
رئيس أساقفة نابولي أليسيو أسكاليسي، مع هربرت بلومر، الفيكونت الأول بلومر، ولويجي بارلاسينا، بطريرك اللاتين في القدس، على اليمين، 11 آب 1926 م

عُين بلومر قائدًا عامًا للجيش البريطاني في نهر الراين في كانون الأول 1918 وحاكمًا لمالطا في أيار 1919. رُقي إلى رتبة مشير في 31 تموز 1919، وعينه ميسينز وبيلتون بارونًا لبلومر في 18 تشرين الأول 1919.
في آب 1925 عُين مفوضًا ساميًا للانتداب البريطاني على فلسطين. قاوم الضغوط العربية لإلغاء الالتزامات التي قطعتها الحكومة البريطانية في وعد بلفور، وتعامل بحزم وقسوة مع القوميين العرب. وفي إحدى المناسبات، احتج وفد عربي على اقتراح تقدمت به كتائب يهودية لتثبيت ألوان العلم الصهيوني وألوان أفواجها في المعابد اليهودية الرئيسة، قائلين "أرضنا لشعبنا، ولن نكون مسؤولين عن العواقب". أجاب بلومر: "لا بأس، لا يُطلب منكم أن تكونوا مسؤولين عن العواقب. سوف أكون مسؤولًا." كان بلومر دبلوماسيًّا، واكتسب سمعة بأنه "عادل حقًا" وكان أحد الإداريين البريطانيين القلائل الذين كانوا يتمتعون بشعبية ثابتة لدى المجتمع العربي في تلك المنطقة رغم تعاطفه ونُصرته الخاصة لقضية إنشاء وطن للشعب اليهودي، حيث كان يعي المخاوف العربية أثناء توليه منصب المفوض السامي.
في 24 نكوز 1927 أجرى حفْل افتتاح النصب التذكاري لبوابة مينين في إيبرس في بلجيكا.

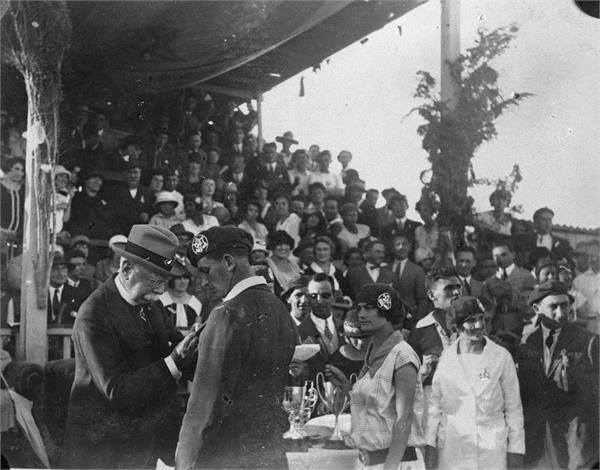
المفوض السامي بلومر يمنح الجوائز في حفل مكابي، في تل أبيب 1928 م

عُين بلومر على نصف راتب في تشرين الثاني 1928 م، وعُين فيكونت بلومر "لخدماته العامة الطويلة والمتميزة" في 3 حزيران 1929 م.

## الوفاة
توفي بلومر في منزله في نايتسبريدج في لندن في 16 تموز 1932 عن عمر يناهز 75 عامًا. دُفن جثمانه في دير وستمنستر.

## طالع أيضًا
- بوابة مينين[الإنجليزية]

## الاستشهادات
1. ↑  Hansard 1803–2005 (بالإنجليزية), QID:Q19204319
2. ↑  The New Extinct Peerage 1884-1971: Containing Extinct, Abeyant, Dormant and Suspended Peerages With Genealogies and Arms, ed. L. G. Pine, Heraldry Today, 1972, page 220
3. ↑  "No. 24761". The London Gazette. 12 سبتمبر 1879. ص. 5454.
4. ↑  "No. 24777". The London Gazette. 31 أكتوبر 1879. ص. 6187.
5. ↑  "No. 25241". The London Gazette. 12 يونيو 1883. ص. 3038.
6. ↑  Heathcote 1999، صفحة 240.
7. ↑  Heathcote 1999، صفحة 241.
8. ↑  "No. 26052". The London Gazette. 20 مايو 1890. ص. 2901.
9. ↑  "No. 31352". The London Gazette. 23 مايو 1919. ص. 6363.
10. ↑  "No. 31610". The London Gazette. 21 أكتوبر 1919. ص. 12890.
11. ↑  Official Gazette of the Government of Palestine, Extraordinary issue, 25 August 1925.
12. 1 2  Heathcote 1999، صفحة 243.
13. ↑  Gwynn، Major General Sir Charles W. (1936). Imperial Policing.
14. ↑  Samuel، Horace Barnett (1930). Unholy Memories of the Holy Land. L. and Virginia Woolf. ص. 92.
15. ↑  Harington، General Sir Charles (1938). Plumer of Messines. John Murray.
16. ↑  "The Menin Gate Inauguration Ceremony – Sunday 24 July 1927". مؤرشف من الأصل في 2024-12-26. اطلع عليه بتاريخ 2013-06-16.
17. ↑  "No. 33435". The London Gazette. 2 نوفمبر 1928. ص. 7125.
18. ↑  "No. 33501". The London Gazette (Supplement). 31 مايو 1929. ص. 3665.